# Clot (metrostation)
Clot is een metrostation van de metro van Barcelona en wordt aangedaan door lijnen L1 and L2.
Het station, geopend in 1951, is gebouwd onder Avinguda Meridiana tussen Carrer Aragó en Carrer València. De perrons zijn volgens de Spaanse methode gebouwd. Het lager gelegen gedeelte voor lijn 2 is onder Carrer València.
De Renfe regionale en Rodalies stoptreinen station, Barcelona-El Clot-Aragó, is verbonden met het Clot metrostation via lijn 1. Daar zijn aansluitingen op de R1 en R2 Rodalies treinen en op de Ca1, Ca2, Ca3, Ca4, en Ca5 regionale treinen.

## Lijnen
- Metro van Barcelona L1
- Metro van Barcelona L2

Hospital de Bellvitge · Bellvitge · Av. Carrilet · Rambla Just Oliveras · Can Serra · Florida · Torrassa · Santa Eulàlia · Mercat Nou · Plaça de Sants · Hostafrancs · Espanya · Rocafort · Urgell · Universitat · Catalunya · Urquinaona · Arc de Triomf · Marina · Glòries · Clot · Navas · La Sagrera · Fabra i Puig · Sant Andreu · Torras i Bages · Trinitat Vella · Baró de Viver · Santa Coloma · Fondo
Paral·lel · Sant Antoni · Universitat · Passeig de Gràcia · Tetuan · Monumental · Sagrada Família · Encants · Clot · Bac de Roda · Sant Martí · La Pau · Verneda · Artigues | Sant Adrià · Sant Roc · Gorg · Pep Ventura · Badalona P. F.